# Eleições regionais francesas de 2021
As eleições regionais francesas de 2021 devem ocorrer nos dias 20 e 27 de junho de 2021, ao mesmo tempo que as eleições departamentais, a fim de renovar os 17 conselhos regionais da França. Inicialmente programado para março, eles foram adiados por três meses devido à pandemia de Covid-19.

## Contexto

Partidos políticos dos presidentes dos conselhos regionais (cargo equivalente ao de governador no Brasil) após as eleições de 2015ː Em azul, as regiões onde o partido Os Republicanos venceu; em rosa, onde o Partido Socialista venceu; em azul-claro, onde independentes de direita venceram; em rosa-claro, onde independentes de esquerda venceram; em laranja, onde regionalistas venceram e em ciano, onde Os Centristas venceu.

Essas eleições seguem as eleições regionais de dezembro de 2015, que ocorreram depois que a lei do mesmo ano reduziu o número de regiões metropolitanas de 22 para 13.
Uma pequena maioria dos presidentes de conselhos regionais atuais provém da direita ou centro-direita (Os Republicanos, Os Centristas e independentes de direita), sendo o restante à esquerda (Partido Socialista e independentes de esquerda) ou regionalistas (Córsega, Martinica). A República Em Marcha (LREM), o partido do presidente Emmanuel Macron e seus aliados (MoDem e Agir), não possuem nenhuma região.

### Datas
De acordo com a lei de regiões de 2015, a votação deve ser realizada inicialmente em março de 2021, ao mesmo tempo que as eleições departamentais. O Presidente da República, Emmanuel Macron, anunciou em junho de 2020 que considerava adiar as eleições regionais após a eleição presidencial. No entanto, essa possibilidade encontrou oposição de muitos eleitos atuais, e o novo primeiro-ministro, Jean Castex, anunciou no mês seguinte que tal adiamento havia sido descartado.
A segunda onda da pandemia Covid-19 ainda forçou um adiamento, embora mais reduzido. Uma lei que adia as eleições por três meses, ou seja, 13 e 20 de junho de 2021, foi adotada pelo Parlamento em fevereiro de 2021. Em abril de 2021, enquanto a campanha de vacinação contra a Covid-19 provou ser mais lenta do que o esperado, o executivo planeja adiar o eleições mais uma vez, desta vez para o outono de 2021. Mas o Conselho Científico de Covid-19 recusa-se a comentar o assunto, enquanto a oposição é hostil a ele, assim como a grande maioria dos prefeitos, consultados pelo governo. No entanto, é registrado um adiamento de uma semana, o que fixa o primeiro turno em 20 de junho e o segundo em 27 de junho.

## Sistema eleitoral

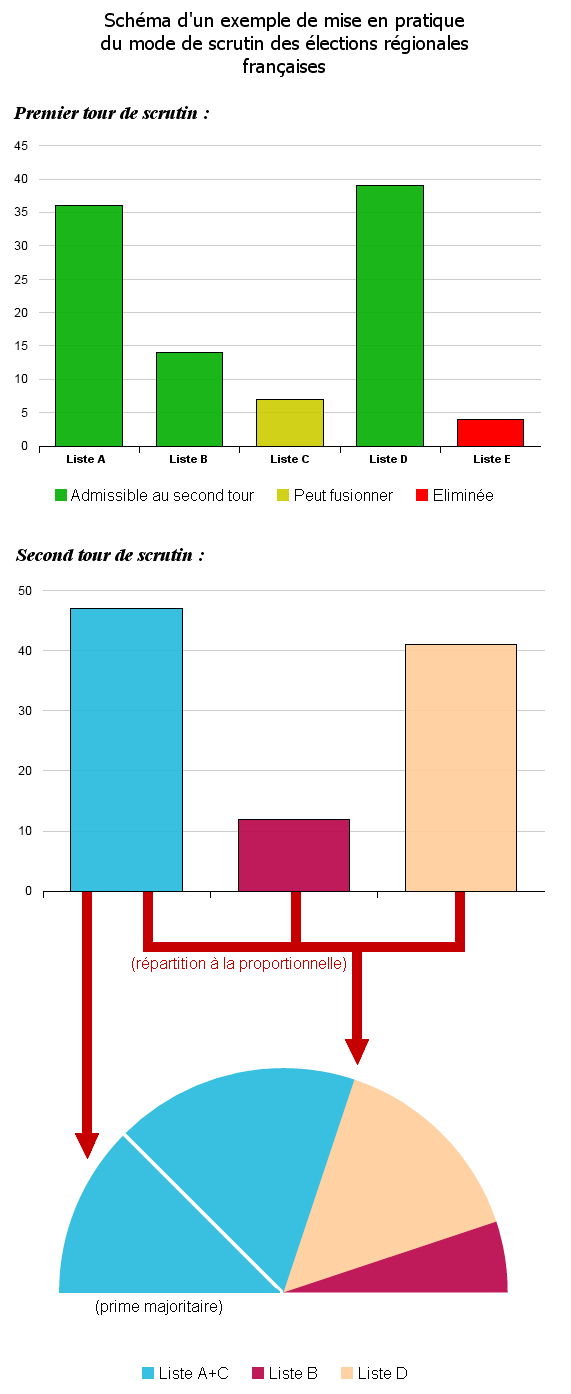
Diagrama de um exemplo de como o sistema de votação utilizado é colocado em prática.

Cada conselho regional tem assentos preenchidos por seis anos de acordo com um sistema de maioria mista. A votação proporcional plurinominal é usada, mas é combinada com um bônus de maioria de 25% dos assentos alocados para a lista do vencedor, se necessário em dois turnos. Os eleitores votam em lista fechada de candidatos, sem mistura ou voto preferencial. As listas devem respeitar a paridade, compreendendo alternadamente um candidato do sexo masculino e uma candidata do sexo feminino.
No primeiro turno, a lista que obtiver a maioria absoluta dos votos válidos ganha o bônus majoritário, sendo os demais assentos distribuídos proporcionalmente de acordo com a regra da maior média entre todas as listas que tenham ultrapassado o limiar eleitoral de 5% dos votos válidos, incluindo a lista principal.
Se nenhuma lista obtiver maioria absoluta, é organizado um segundo turno entre todas as listas que obtiveram pelo menos 10% dos votos válidos no primeiro turno. As listas que obtiveram pelo menos 5% podem, no entanto, fundir-se com as listas que foram para o 2º turno. A distribuição dos assentos é feita de acordo com as mesmas regras do primeiro turno, com a única diferença de que o bônus maioritário é atribuído ao vencedor, independentemente de ter ou não obtido a maioria absoluta.
Conhecida a quantidade de cadeiras atribuídas a cada lista em nível regional, elas são distribuídas entre as seções departamentais, na proporção dos votos obtidos pela lista de cada departamento.
A coletividade territorial da Córsega tem a particularidade de poder recorrer a um limiar eleitoral de 7% em vez de 10% para chegar ao segundo turno. Da mesma forma, as cadeiras são distribuídas no nível da coletividade, sem seção departamental.

## Pesquisas

### 1º turno
| Instituto | Data       | Entrevistados | Indecisos | LO                 | FI         | UG   | EELV | PS-PCF | DVG | LREM-MoDem | LR-SL-LC | DLF | RN-LDP | Outros |     |    |     |    |
| --- | ---------- | ------------- | --------- | ------------------ | ---------- | ---- | ---- | ------ | --- | ---------- | -------- | --- | ------ | ------ | --- | -- | --- | -- |
| Instituto | Data       | Entrevistados | Indecisos | Harris Interactive | 14 - 16/06 | 2113 | -    | 2%     | 6%  | 7%         | 7%       | 11% | 1%     | 15%    | 24% | 2% | 24% | 1% |
| OpinionWay | 09 - 14/06 | 5030          | 22%       | 2%                 | 6%         | -    | 12%  | 12%    | -   | 12%        | 28%      | 1%  | 25%    | 2%     |     |    |     |    |
| OpinionWay | 19 - 25/05 | 5017          | 22%       | 2%                 | 6%         | -    | 12%  | 11%    | -   | 13%        | 27%      | 1%  | 26%    | 2%     |     |    |     |    |
| OpinionWay | 22 - 28/04 | 5000          | 21%       | 2%                 | 6%         | -    | 12%  | 13%    | -   | 15%        | 24%      | 2%  | 22%    | 4%     |     |    |     |    |
| OpinionWay | 16 - 22/03 | 5049          | 19%       | 2%                 | 7%         | -    | 13%  | 12%    | -   | 16%        | 23%      | 3%  | 21%    | 3%     |     |    |     |    |
| OpinionWay | 17 - 22/02 | 5017          | 21%       | 1%                 | 7%         | -    | 12%  | 13%    | -   | 17%        | 23%      | 3%  | 20%    | 4%     |     |    |     |    |
| OpinionWay | 22 - 26/01 | 5073          | 20%       | 1%                 | 7%         | -    | 12%  | 12%    | -   | 18%        | 22%      | 3%  | 22%    | 3%     |     |    |     |    |
| Legenda dos partidos - UG: União da Esquerda, em francês Union de la gauche; - DVG: Independente de esquerda, em francês Divers gauche. |            |               |           |                    |            |      |      |        |     |            |          |     |        |        |     |    |     |    |

## Controvérsias

### Divulgação dos cartazes eleitorais
A eleição é marcada por sérias dificuldades no envio aos eleitores de cartazes eleitorais das listas de candidatos. Foi o que aconteceu antes do primeiro turno, depois antes do segundo turno, uma vez que os problemas não foram resolvidos entre os dois turnos, que tiveram um intervalo de uma semana. Assim, os eleitores não receberam propaganda eleitoral em suas casas. Auditado pelo Senado, o Ministro do Interior, Gérald Darmanin, foi criticado neste ponto.

### Processo de votação

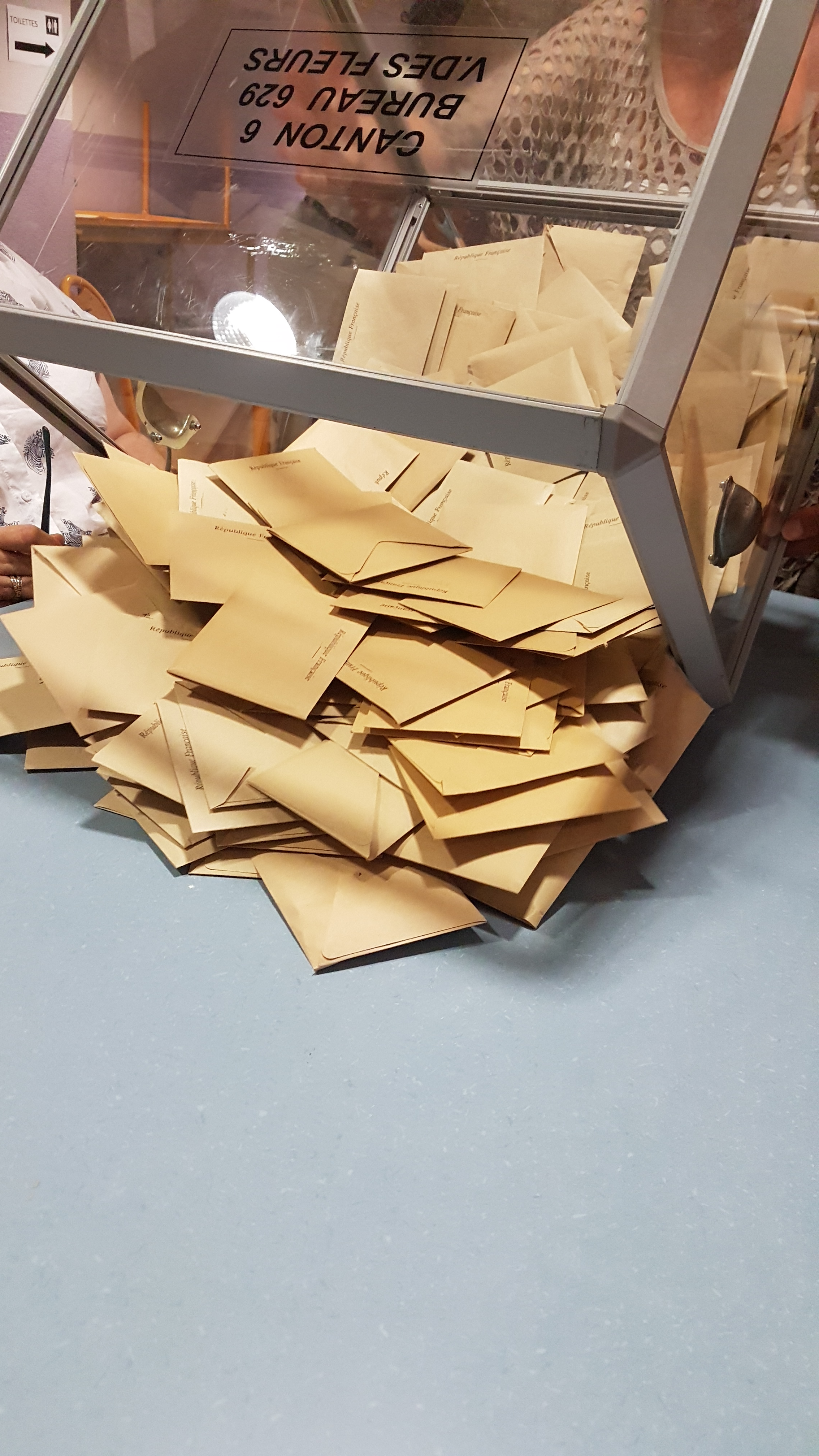
Abertura de uma urna eleitoral durante as eleições regionais.

Os presidentes e assessores de várias seções eleitorais observam a ausência de cédulas nas mesas de voto para certas listas. Em Cousolre, as cédulas de apenas seis listas são oferecidas aos eleitores, incluindo ao Ministro da Justiça Éric Dupond-Moretti, que vota nessa seção.
Em Marselha, a imprensa nota que mais de quarenta seções (ou seja, 10% do total) não abriram às 8 horas devido à falta de mesários e presidentes de seções, o que levou a polícia a requisitar cidadãos para assumirem os postos, de acordo com o Código Eleitoral. A mídia e a oposição municipal afirmam que várias seç̴ões ainda não tinham sido abertas ao meio-dia, e políticos de centro-direita citam que "pelo menos foi uma falta grave, e na pior das hipóteses, uma tentativa de fraude eleitoral". Por sua vez, o deputado Jean-Luc Mélenchon questiona a legitimidade dessas operações de votação. O município de Marselha minimiza essas disfunções, alegando que apenas 2% das seções eleitorais não abriram no prazo, enquanto que a prefeitura do departamento de Bocas-do-Ródano, onde está situado o referido município, indica que "pelo menos" 34 seções foram afetadas. Os serviços jurídicos dos candidatos apontam que tal situação é "sem precedentes" na França e que outras eleições foram canceladas por motivos muito menos graves. A escassez de mesários para as seções também é observada em outros municípios, em particular em Saint-Étienne.
Outros testemunhos apontam para envelopes encontrados fora das seções ou nas urnas. Um presidente de seção eleitoral indicou, portanto, que 15% a 20% dos eleitores de sua seção poderiam ter sido impedidos de votar.

## Síntese dos resultados

### Governadores
| Região | Região                    | Atual presidente     | Partido | Partido | Presidente eleito    | Partido | Partido |
| --- | ------------------------- | -------------------- | ------- | ------- | -------------------- | ------- | ------- |
| Auvérnia-Ródano-Alpes | Auvérnia-Ródano-Alpes     | Laurent Wauquiez     |         | LR      | Laurent Wauquiez     |         | LR      |
| Borgonha-Franco-Condado | Borgonha-Franco-Condado   | Marie-Guite Dufay    |         | PS      | Marie-Guite Dufay    |         | PS      |
| Bretanha | Bretanha                  | Loïg Chesnais-Girard |         | PS      | Loïg Chesnais-Girard |         | PS      |
| Centro-Vale do Líger | Centro-Vale do Líger      | François Bonneau     |         | PS      | François Bonneau     |         | PS      |
| Córsega | Assembleia                | Jean-Guy Talamoni    |         | CL      |                      |         |         |
| Córsega | Conselho Executivo        | Gilles Simeoni       |         | FaC     | Gilles Simeoni       |         | FaC     |
| Grande Leste | Grande Leste              | Jean Rottner         |         | LR      | Jean Rottner         |         | LR      |
| Guadalupe | Guadalupe                 | Ary Chalus           |         | GUSR    | Ary Chalus           |         | GUSR    |
| Guiana Francesa | Guiana Francesa           | Rodolphe Alexandre   |         | GR      | Gabriel Serville     |         | Péyi-G  |
| Altos da França | Altos da França           | Xavier Bertrand      |         | DVD     | Xavier Bertrand      |         | DVD     |
| Ilha de França | Ilha de França            | Valérie Pécresse     |         | SL      | Valérie Pécresse     |         | SL      |
| Reunião | Reunião                   | Didier Robert        |         | DVD     | Huguette Bello       |         | PLR     |
| Martinica | Assembleia                | Claude Lise          |         | RDM     |                      |         |         |
| Martinica | Conselho Executivo        | Alfred Marie-Jeanne  |         | MIM     | Serge Letchimy       |         | PPM     |
| Normandia | Normandia                 | Hervé Morin          |         | LC      | Hervé Morin          |         | LC      |
| Nova-Aquitânia | Nova-Aquitânia            | Alain Rousset        |         | PS      | Alain Rousset        |         | PS      |
| Occitânia | Occitânia                 | Carole Delga         |         | PS      | Carole Delga         |         | PS      |
| País do Líger | País do Líger             | Christelle Morançais |         | LR      | Christelle Morançais |         | LR      |
| Provença-Alpes-Costa Azul | Provença-Alpes-Costa Azul | Renaud Muselier      |         | LR      | Renaud Muselier      |         | LR      |
| Legenda dos partidos - CL: Córsega Livre, em corso Corsica Libera; - FaC: Femu a Corsica, em corso Para fazer a Córsega; - GUSR: Guadalupe Unida, Solidária e Responsável, em francês Guadeloupe unie, solidaire et responsable; - DVD: Independente de direita, em francês Divers droite; - SL: Somos Livres, em francês Soyons libres; - RDM: Reagrupamento Democrata pela Martinica, em francês Rassemblement démocratique pour la Martinique; - MIM: Movimento de Independência da Martinica, em francês Mouvement indépendantiste martiniquais. |                           |                      |         |         |                      |         |         |

### Resultados nacionais por partidos
| Partido                                                         | Partido                              | Partido                  | 1º Turno   | 1º Turno | 2º Turno   | 2º Turno | Assentos | +/-  |
| Partido                                                         | Partido                              | Partido                  | Votos      | %        | Votos      | %        | Assentos | +/-  |
| --------------------------------------------------------------- | ------------------------------------ | ------------------------ | ---------- | -------- | ---------- | -------- | -------- | ---- |
|                                                                 | União da Direita                     | UD                       | 2.273.492  | 15,48%   | 3.024.714  | 19,81%   | 392      |      |
|                                                                 | União do centro e da centro-direita  | UCD                      | 1.071.994  | 7,30%    | 1.442.707  | 9,45%    | 240      | Novo |
|                                                                 | Os Republicanos                      | LR                       | 834.792    | 5,68%    | 1.277.859  | 8,37%    | 135      |      |
|                                                                 | Independentes de centro-direita      | DVD                      | 151.439    | 1,03%    | 43.766     | 0,29%    | 18       |      |
|                                                                 | União dos Democratas e Independentes | UDI                      | 612        | 0,00%    |            |          | 0        |      |
|                                                                 | Total da direita                     | Total da direita         | 4.332.329  | 29,49%   | 5.789.046  | 37,92%   | 785      |      |
|                                                                 | União da Esquerda                    | UG                       | 1.923.428  | 13,10%   | 1.597.900  | 10,47%   | 221      |      |
|                                                                 | União da Esquerda com os ecologistas | UGE                      | 1.689.006  | 11,50%   | 3.097.649  | 20,29%   | 315      | Novo |
|                                                                 | Ecologistas                          | ECO                      | 1.083.346  | 7,38%    | 214.768    | 1,41%    | 19       |      |
|                                                                 | Independentes de centro-esquerda     | DVG                      | 303.451    | 2,07%    | 365.371    | 2,39%    | 118      |      |
|                                                                 | França Insubmissa                    | FI                       | 123.825    | 0,84%    |            |          | 0        | Novo |
|                                                                 | Partido Socialista                   | PS                       | 15.900     | 0,11%    | 29.485     | 0,19%    | 8        |      |
|                                                                 | Partido Comunista Francês            | PCF                      | 4.279      | 0,03%    |            |          | 0        |      |
|                                                                 | Total da esquerda                    | Total da esquerda        | 5.143.235  | 35,03%   | 5.305.173  | 34,75%   | 681      |      |
|                                                                 | Reagrupamento Nacional               | RN                       | 2.743.497  | 18,68%   | 2.908.403  | 19,05%   | 252      |      |
|                                                                 | Direita soberanista                  | DSV                      | 190.899    | 1,30%    |            |          | 0        |      |
|                                                                 | Extrema-direita                      | EXD                      | 791        | 0,01%    |            |          | 0        |      |
|                                                                 | Total da extrema-direita             | Total da extrema-direita | 2.935.196  | 19,99%   | 2.908.403  | 19,05%   | 252      |      |
|                                                                 | União do centro                      | UC                       | 1.291.500  | 8,79%    | 788.400    | 5,16%    | 63       | Novo |
|                                                                 | Independentes de centro              | DVC                      | 176.185    | 1,20%    | 231.106    | 1,51%    | 54       | Novo |
|                                                                 | A República Em Marcha                | LREM                     | 76.457     | 0,52%    | 67.220     | 0,44%    | 7        | Novo |
|                                                                 | Movimento Democrático                | MoDem                    | 1.379      | 0,01%    |            |          | 0        |      |
|                                                                 | Total do centro                      | Total do centro          | 1.545.521  | 10,52%   | 1.086.726  | 7,11%    | 124      |      |
|                                                                 | Extrema-esquerda                     | EXG                      | 410.232    | 2,79%    |            |          | 0        |      |
|                                                                 | Regionalistas                        | REG                      | 229.138    | 1,56%    | 177.311    | 1,16%    | 84       |      |
|                                                                 | Independentes                        | DIV                      | 96.530     | 0,66%    |            |          | 0        |      |
|                                                                 |                                      |                          |            |          |            |          |          |      |
| Votos válidos                                                   | Votos válidos                        | Votos válidos            | 14.685.914 | 96,08%   | 15.266.508 | 95,79%   |          |      |
| Votos brancos                                                   | Votos brancos                        | Votos brancos            | 365.887    | 2,39%    | 409.325    | 2,59%    |          |      |
| Votos nulos                                                     | Votos nulos                          | Votos nulos              | 233.594    | 1,53%    | 257.986    | 1,62%    |          |      |
|                                                                 |                                      |                          |            |          |            |          |          |      |
| Total                                                           | Total                                | Total                    | 15.285.395 | 100,00%  | 15.933.820 | 100,00%  | 1.926    | 16   |
|                                                                 |                                      |                          |            |          |            |          |          |      |
| Abstenção                                                       | Abstenção                            | Abstenção                | 30.639.681 | 66,72%   | 29.999.310 | 65,31%   |          |      |
| Participação                                                    | Participação                         | Participação             | 15.285.395 | 33,28%   | 15.933.820 | 34,69%   |          |      |
| Inscritos                                                       | Inscritos                            | Inscritos                | 45.925.076 | 100,00%  | 45.933.130 | 100,00%  |          |      |
|                                                                 |                                      |                          |            |          |            |          |          |      |
| Fonteː Ministério do Interior BFMTV - 1º Turno BFMTV - 2º Turno |                                      |                          |            |          |            |          |          |      |

## Resultados por região
| Legendas - ː indica a aliança formada no 2º turno. Os candidatos com , são os candidatos dessa aliança, e os candidatos com , são candidatos que obtiveram 10% dos votos no 1º turno, mas desistiram de concorrer no 2º turno, para apoiar o candidato da referida aliança, ou candidatos com mais de 5% dos votos válidos que declararam apoio no 2º turno, e por terem ultrapassado esse limiar percentual, puderam participar da lista do candidato que apoiam no 2º turno. - ː Candidatos que não se classificaram de forma alguma para o 2º turno. |

### Altos da França
Atual governador : Xavier Bertrand (LR)
| |                            |                            |                                       |           |          |           |          |          |      |
| Candidato a governador (a) | Candidato a governador (a) | Candidato a governador (a) | Coligação                             | 1º Turno  | 1º Turno | 2º Turno  | 2º Turno | Assentos | +/-  |
| Candidato a governador (a) | Candidato a governador (a) | Candidato a governador (a) | Coligação                             | Votos     | %        | Votos     | %        | Assentos | +/-  |
| Sim |                            | Xavier Bertrand            | DVD-LR-UDI-LC-LMR-MR-MoDem dissidente | 550,732   | 41,40%   | 708,518   | 52,37%   | 110      | 6    |
| Sim |                            | Sébastien Chenu            | RN-LDP-PL-LAF-CNIP                    | 324,256   | 24,37%   | 346,918   | 25,64%   | 32       | 22   |
| Sim |                            | Karima Delli               | EELV-LFI-PS-PCF-G.s-GE-PP-PRG-LRDG    | 252,636   | 18,99%   | 297,395   | 21,98%   | 28       | 28   |
| Não |                            | Laurent Pietraszewski      | LREM-MoDem-TdP-Agir                   | 121,513   | 9,13%    |           |          | 0        | Novo |
| Não |                            | Éric Pecqueur              | LO                                    | 47,329    | 3,56%    | 0         |          |          |      |
| Não |                            | José Évrard                | DLF                                   | 27,206    | 2,04%    | 0         | 5        |          |      |
| Não |                            | Audric Alexandre           | Allons Enfants-NC-PACE-Volt França    | 6,754     | 0,51%    | 0         | Novo     |          |      |
| |                            |                            |                                       |           |          |           |          |          |      |
| Votos válidos | Votos válidos              | Votos válidos              | Votos válidos                         | 1,330,426 | 95,85%   | 1,352,831 | 96,45%   |          |      |
| Votos brancos | Votos brancos              | Votos brancos              | Votos brancos                         | 34,819    | 2,51%    | 27,904    | 1,99%    |          |      |
| Votos nulos | Votos nulos                | Votos nulos                | Votos nulos                           | 22,848    | 1,65%    | 21,948    | 1,56%    |          |      |
| |                            |                            |                                       |           |          |           |          |          |      |
| Total | Total                      | Total                      | Total                                 | 1,388,093 | 100,00%  | 1,402,683 | 100,00%  | 170      | =    |
| |                            |                            |                                       |           |          |           |          |          |      |
| Abstenção | Abstenção                  | Abstenção                  | Abstenção                             | 2,838,832 | 67,16%   | 2,824,849 | 66,82%   |          |      |
| Participação | Participação               | Participação               | Participação                          | 1,388,093 | 32,84%   | 1,402,683 | 33,18%   |          |      |
| Inscritos | Inscritos                  | Inscritos                  | Inscritos                             | 4,226,955 | 100,00%  | 4,227,532 | 100,00%  |          |      |
| |                            |                            |                                       |           |          |           |          |          |      |
| Fonteː Ministério do Interior |                            |                            |                                       |           |          |           |          |          |      |
| |                            |                            |                                       |           |          |           |          |          |      |
| Legendas dos partidos - LDPː A Direita Popular, em francês La Droite populaire; - PLː Partido Localista, em francês Parti localiste; - LAFː O Futuro Francês, em francês L'Avenir français; - CNIPː Centro Nacional para Independentes e Camponeses, em francês Centre national des indépendants et paysans; - G.sː Génération.s; - GEː Geração Ecologista, em francês Génération écologie; - PPː Praça Pública, em francês Place publique; - LRDGː Os Radicais de Esquerda, em francês Les Radicaux de gauche; - LMRː O Movimento da Ruralidade, em francês Le Mouvement de la ruralité; - MRː Movimento Radical, em francês Mouvement radical; - TdPː Territórios de Progresso, em francês Territoires de progrès; |                            |                            |                                       |           |          |           |          |          |      |

### Auvérnia-Ródano-Alpes
Atual governador : Laurent Wauquiez (LR)
| |                            |                            |                            |                              |           |          |           |          |          |     |  |  |  |
| Candidato a governador (a) | Candidato a governador (a) | Candidato a governador (a) | Candidato a governador (a) | Coligação                    | 1º Turno  | 1º Turno | 2º Turno  | 2º Turno | Assentos | +/- |  |  |  |
| Candidato a governador (a) | Candidato a governador (a) | Candidato a governador (a) | Candidato a governador (a) | Coligação                    | Votos     | %        | Votos     | %        | Assentos | +/- |  |  |  |
| Sim | Sim                        |                            | Laurent Wauquiez           | LR-UDI                       | 750,200   | 43,79%   | 961,134   | 55,17%   | 136      | 23  |  |  |  |
| Aliança | Sim                        |                            | Fabienne Grébert           | EELV-G.s-GE-MdP-ND           | 247,541   | 14,45%   | 586,150   | 33,65%   | 51       | 6   |  |  |  |
| Aliança | Ponto                      |                            | Najat Vallaud-Belkacem     | PS-PRG-GRS-CÉ-PCF dissidente | 195,389   | 11,40%   | 586,150   | 33,65%   | 51       | 6   |  |  |  |
| Aliança | Ponto                      |                            | Cécile Cukierman           | PCF-FI-Eǃ                    | 95,305    | 5,56%    | 586,150   | 33,65%   | 51       | 6   |  |  |  |
| Sim | Sim                        |                            | Andréa Kotarac             | PL-RN-LDP-LAF                | 211,216   | 12,33%   | 194,713   | 11,18%   | 17       | 17  |  |  |  |
| Não | Não                        |                            | Bruno Bonnell              | MR-LREM-MoDem-TdP            | 169,056   | 9,87%    |           |          | 0        |     |  |  |  |
| Não | Não                        |                            | Chantal Gomez              | LO                           | 26,866    | 1,57%    | 0         |          |          |     |  |  |  |
| Não | Não                        |                            | Shella Gill                | DIV                          | 11,619    | 0,68%    | 0         | Novo     |          |     |  |  |  |
| Não | Não                        |                            | Farid Omeir                | UDMF                         | 6,079     | 0,35%    | 0         | Novo     |          |     |  |  |  |
| |                            |                            |                            |                              |           |          |           |          |          |     |  |  |  |
| Votos válidos | Votos válidos              | Votos válidos              | Votos válidos              | Votos válidos                | 1,713,271 | 97,30%   | 1,741,997 | 96,57%   |          |     |  |  |  |
| Votos brancos | Votos brancos              | Votos brancos              | Votos brancos              | Votos brancos                | 30,750    | 1,75%    | 41,107    | 2,28%    |          |     |  |  |  |
| Votos nulos | Votos nulos                | Votos nulos                | Votos nulos                | Votos nulos                  | 16,857    | 0,96%    | 20,740    | 1,15%    |          |     |  |  |  |
| |                            |                            |                            |                              |           |          |           |          |          |     |  |  |  |
| Total | Total                      | Total                      | Total                      | Total                        | 1,760,878 | 100,00%  | 1,803,844 | 100,00%  | 204      | =   |  |  |  |
| |                            |                            |                            |                              |           |          |           |          |          |     |  |  |  |
| Abstenção | Abstenção                  | Abstenção                  | Abstenção                  | Abstenção                    | 3,642,375 | 67,41%   | 3,601,201 | 66,63%   |          |     |  |  |  |
| Participação | Participação               | Participação               | Participação               | Participação                 | 1,760,878 | 32,59%   | 1,803,844 | 33,37%   |          |     |  |  |  |
| Inscritos | Inscritos                  | Inscritos                  | Inscritos                  | Inscritos                    | 5,403,253 | 100,00%  | 5,405,045 | 100,00%  |          |     |  |  |  |
| |                            |                            |                            |                              |           |          |           |          |          |     |  |  |  |
| Fonteː Ministério do Interior |                            |                            |                            |                              |           |          |           |          |          |     |  |  |  |
| |                            |                            |                            |                              |           |          |           |          |          |     |  |  |  |
| Legendas dos partidos - DIVː Independente, em francês Divers; - G.sː Génération.s; - MdPː Movimento dos Progressistas, em francês Mouvement des progressistes; - NDː Novo Acordo, em francês Nouvelle Donne; - MRː Movimento Radical, em francês Mouvement radical; - TdPː Territórios de Progresso, em francês Territoires de progrès; - GRSː Esquerda Republicana e Socialista, em francês Gauche républicaine et socialiste; - CÉː Cap Ecologista, em francês Cap écologie; - UDMFː União dos Democratas Muçulmanos Franceses, em francês Union des démocrates musulmans français; - Eǃː Ensemble !; - PLː Partido Localista, em francês Parti localiste; - LDPː A Direita Popular, em francês La Droite populaire; - LAFː O Futuro Francês, em francês L'Avenir français. |                            |                            |                            |                              |           |          |           |          |          |     |  |  |  |

### Borgonha-Franco-Condado
Atual governadora : Marie-Guite Dufay (PS)
| |                            |                            |                            |                                           |           |          |           |          |          |      |   |  |  |  |
| Candidato a governador (a) | Candidato a governador (a) | Candidato a governador (a) | Candidato a governador (a) | Coligação                                 | 1º Turno  | 1º Turno | 2º Turno  | 2º Turno | Assentos | +/-  |   |  |  |  |
| Candidato a governador (a) | Candidato a governador (a) | Candidato a governador (a) | Candidato a governador (a) | Coligação                                 | Votos     | %        | Votos     | %        | Assentos | +/-  |   |  |  |  |
| Aliança | Sim                        |                            | Marie-Guite Dufay          | PS-PRG-PCF                                | 173,393   | 26,52%   | 289,925   | 42,20%   | 57       | 6    |   |  |  |  |
| Aliança | Ponto                      |                            | Stéphanie Modde            | EELV-CÉ-GÉ                                | 67,618    | 10,34%   | 289,925   | 42,20%   | 57       | 6    |   |  |  |  |
| Sim | Sim                        |                            | Gilles Platret             | LR-UDI-SL-LC-DLF-MEI-LMR                  | 137,596   | 21,04%   | 166,448   | 24,23%   | 18       | 7    |   |  |  |  |
| Sim | Sim                        |                            | Julien Odoul               | RN-LDP-PL-LAF                             | 151,626   | 23,19%   | 163,364   | 23,78%   | 18       | 6    |   |  |  |  |
| Sim | Sim                        |                            | Denis Thuriot              | LREM-Agir-TdP-MoDem-UDE-MR-UDI dissidente | 76,457    | 11,69%   | 67,220    | 9,79%    | 7        | 7    |   |  |  |  |
| Não | Não                        |                            | Bastien Faudot             | GRS-FI-ND-PP-GDS-Eǃ-G.s-LRDG              | 29,̟423    | 4,50%    |           |          | 0        | Novo |   |  |  |  |
| Não | Não                        |                            | Claire Rocher              | LO                                        | 17,828    | 2,73%    | 0         |          |          |      |   |  |  |  |
| |                            |                            |                            |                                           |           |          |           |          |          |      |   |  |  |  |
| Votos válidos | Votos válidos              | Votos válidos              | Votos válidos              | Votos válidos                             | 653,941   | 95,33%   | 686,957   | 95,58%   |          |      |   |  |  |  |
| Votos brancos | Votos brancos              | Votos brancos              | Votos brancos              | Votos brancos                             | 21,144    | 3,08%    | 19,988    | 2,78%    |          |      |   |  |  |  |
| Votos nulos | Votos nulos                | Votos nulos                | Votos nulos                | Votos nulos                               | 10,920    | 1,59%    | 11,802    | 1,64%    |          |      |   |  |  |  |
| |                            |                            |                            |                                           |           |          |           |          |          |      |   |  |  |  |
| Total | Total                      | Total                      | Total                      | Total                                     | 686,005   | 100,00%  | 718,747   | 100,00%  | 100      | =    | = |  |  |  |
| |                            |                            |                            |                                           |           |          |           |          |          |      |   |  |  |  |
| Abstenção | Abstenção                  | Abstenção                  | Abstenção                  | Abstenção                                 | 1,281,054 | 65,13%   | 1,248,377 | 65,13%   |          |      |   |  |  |  |
| Participação | Participação               | Participação               | Participação               | Participação                              | 686,005   | 34,87%   | 718,747   | 36,54%   |          |      |   |  |  |  |
| Inscritos | Inscritos                  | Inscritos                  | Inscritos                  | Inscritos                                 | 1,967,059 | 100,00%  | 1,967,124 | 100,00%  |          |      |   |  |  |  |
| |                            |                            |                            |                                           |           |          |           |          |          |      |   |  |  |  |
| Fonteː Ministério do Interior |                            |                            |                            |                                           |           |          |           |          |          |      |   |  |  |  |
| |                            |                            |                            |                                           |           |          |           |          |          |      |   |  |  |  |
| Legendas dos partidos - GRSː Esquerda Republicana e Socialista, em francês Gauche républicaine et socialiste; - NDː Novo Acordo, em francês Nouvelle Donne; - PPː Praça Pública, em francês Place Publique; - GDSː Esquerda Democrática e Social, em francês Gauche démocratique et sociale; - Eǃː Ensemble !; - G.sː Génération.s; - LRDGː Os Radicais de Esquerda, em francês Les Radicaux de gauche; - LDPː A Direita Popular, em francês La Droite populaire; - PLː Partido Localista, em francês Parti localiste; - LAFː O Futuro Francês, em francês L'Avenir français; - CÉː Cap Ecologista, em francês Cap écologie; - GÉː Geração Ecologia, em francês Génération écologie; - TdPː Territórios de Progresso, em francês Territoires de progrès; - UDEː União de Democratas e Ecologistas, em francês Union des démocrates et des écologistes; - CÉː Cap Ecologista, em francês Cap écologie; - SLː Somos Livres, em francês Soyons libres; - MEIː Movimento Ecológico Independente, em francês Mouvement écologique indépendant; - LMRː O Movimento da Ruralidade, em francês Le Mouvement de la ruralité. |                            |                            |                            |                                           |           |          |           |          |          |      |   |  |  |  |

### Bretanha
Atual governador : Loïg Chesnais-Girard (PS)
| |                            |                            |                            |                                 |           |          |           |          |          |      |
| Candidato a governador (a) | Candidato a governador (a) | Candidato a governador (a) | Candidato a governador (a) | Coligação                       | 1º Turno  | 1º Turno | 2º Turno  | 2º Turno | Assentos | +/-  |
| Candidato a governador (a) | Candidato a governador (a) | Candidato a governador (a) | Candidato a governador (a) | Coligação                       | Votos     | %        | Votos     | %        | Assentos | +/-  |
| Aliança | Sim                        |                            | Loïg Chesnais-Girard       | PS-PRG-PCF-MR-CÉ-AE             | 178,365   | 20,95%   | 260,918   | 29,84%   | 40       | 13   |
| Aliança | Ponto                      |                            | Daniel Cueff               | ECO                             | 55,513    | 6,52%    | 260,918   | 29,84%   | 40       | 13   |
| Sim | Sim                        |                            | Isabelle Le Callennec      | LR-SL-LC-LMR                    | 138,541   | 16,27%   | 192,127   | 21,98%   | 14       | 4    |
| Sim | Sim                        |                            | Claire Desmares-Poirrier   | EELV-UDB-GÉ-ND-BÉ-G.s-LRDG-̈ESNT | 126,323   | 14,84%   | 176,767   | 20,22%   | 12       | 12   |
| Sim | Sim                        |                            | Thierry Burlot             | LREM-TdP-MoDem-UDI-Agir-Volt    | 132,231   | 15,53%   | 128,915   | 14,75%   | 9        | 9    |
| Sim | Sim                        |                            | Gilles Pennelle            | RN-LDP-PL-LAF                   | 121,452   | 14,27%   | 115,541   | 13,22%   | 8        | 4    |
| Não | Não                        |                            | Pierre-Yves Cadalen        | FI                              | 47,444    | 5,57%    |           |          | 0        | Novo |
| Não | Não                        |                            | Valérie Hamon              | LO                              | 19,207    | 2,26%    | 0         |          |          |      |
| Não | Não                        |                            | Joannic Martin             | PB                              | 13,193    | 1,55%    | 0         |          |          |      |
| Não | Não                        |                            | David Cabas                | DLF                             | 11,918    | 1,40%    | 0         |          |          |      |
| Não | Não                        |                            | Christophe Daviet          | DIV                             | 4,198     | 0,49%    | 0         |          |          |      |
| Não | Não                        |                            | Yves Chauvel               | DSV                             | 1,844     | 0,22%    | 0         |          |          |      |
| Não | Não                        |                            | Kamel Elahiar              | UDMF                            | 1,030     | 0,12%    | 0         |          |          |      |
| |                            |                            |                            |                                 |           |          |           |          |          |      |
| Votos válidos | Votos válidos              | Votos válidos              | Votos válidos              | Votos válidos                   | 851,259   | 95,39%   | 874,268   | 95,67%   |          |      |
| Votos brancos | Votos brancos              | Votos brancos              | Votos brancos              | Votos brancos                   | 24,183    | 2,71%    | 20,774    | 2,27%    |          |      |
| Votos nulos | Votos nulos                | Votos nulos                | Votos nulos                | Votos nulos                     | 16,994    | 1,90%    | 18,822    | 2,06%    |          |      |
| |                            |                            |                            |                                 |           |          |           |          |          |      |
| Total | Total                      | Total                      | Total                      | Total                           | 892,436   | 100,00%  | 913,864   | 100,00%  | 83       | =    |
| |                            |                            |                            |                                 |           |          |           |          |          |      |
| Abstenção | Abstenção                  | Abstenção                  | Abstenção                  | Abstenção                       | 1,601,201 | 64,21%   | 1,601,201 | 63,38%   |          |      |
| Participação | Participação               | Participação               | Participação               | Participação                    | 892,436   | 35,79%   | 913,864   | 36,62%   |          |      |
| Inscritos | Inscritos                  | Inscritos                  | Inscritos                  | Inscritos                       | 2,493,637 | 100,00%  | 2,495,251 | 100,00%  |          |      |
| |                            |                            |                            |                                 |           |          |           |          |          |      |
| Fonteː Ministério do Interior |                            |                            |                            |                                 |           |          |           |          |          |      |
| |                            |                            |                            |                                 |           |          |           |          |          |      |
| Legendas dos partidos - SLː Somos Livres, em francês Soyons libres; - LMRː O Movimento da Ruralidade, em francês Le Mouvement de la ruralité; - UDBː União Democrática Bretã, em francês Union démocratique bretonne; - GÉː Geração Ecologia, em francês Génération écologie; - NDː Novo Acordo, em francês Nouvelle Donne; - BÉː Bretanha Ecologia, em francês Bretagne Écologie; - G.sː Génération.s; - LRDGː Os Radicais de Esquerda, em francês Les Radicaux de gauche; - ESNTː Juntos em Nossos Territórios, em francês Ensemble sur nos territoires; - DIVː Independente, em francês Divers; - UDMFː União dos Democratas Muçulmanos Franceses, em francês Union des démocrates musulmans français - TdPː Territórios de Progresso, em francês Territoires de progrès; - MRː Movimento Radical, em francês Mouvement radical; - CÉː Cap Ecologista, em francês Cap écologie; - AEː Allons enfants; - DSVː Independente Soberanista, em francês Souverainisme; - LDPː A Direita Popular, em francês La Droite populaire; - PLː Partido Localista, em francês Parti localiste; - LAFː O Futuro Francês, em francês L'Avenir français; - ECOː Ecologista, em francês Écologie. |                            |                            |                            |                                 |           |          |           |          |          |      |

### Centro-Vale do Líger
Atual governador : François Bonneau (PS)
| |                            |                            |                            |                                       |           |          |           |          |          |      |   |  |  |  |
| Candidato a governador (a) | Candidato a governador (a) | Candidato a governador (a) | Candidato a governador (a) | Coligação                             | 1º Turno  | 1º Turno | 2º Turno  | 2º Turno | Assentos | +/-  |   |  |  |  |
| Candidato a governador (a) | Candidato a governador (a) | Candidato a governador (a) | Candidato a governador (a) | Coligação                             | Votos     | %        | Votos     | %        | Assentos | +/-  |   |  |  |  |
| Aliança | Sim                        |                            | François Bonneau           | PS-MR-PRG-PCF-CÉ                      | 141,134   | 24,81%   | 225,694   | 39,15%   | 42       | 2    |   |  |  |  |
| Aliança | Ponto                      |                            | Charles Fournier           | EELV-FI-G.s-Eǃ-ND-GÉ-LRDG-AE-ANLD     | 61,689    | 10,85%   | 225,694   | 39,15%   | 42       | 2    |   |  |  |  |
| Sim | Sim                        |                            | Nicolas Forissier          | LR-UDI-LMR                            | 107,030   | 18,82%   | 130,306   | 22,61%   | 13       | 7    |   |  |  |  |
| Sim | Sim                        |                            | Aleksandar Nikolic         | RN-LDP-PL-LAF                         | 126,487   | 22,24%   | 128,183   | 22,24%   | 13       | 4    |   |  |  |  |
| Sim | Sim                        |                            | Marc Fesneau               | MoDem-LREM-Agir-LC-TdP-UDI dissidente | 94,711    | 16,65%   | 92,259    | 16,00%   | 9        | 9    |   |  |  |  |
| Não | Não                        |                            | Jérémy Clément             | ECO                                   | 23,171    | 4,07%    |           |          | 0        | Novo |   |  |  |  |
| Não | Não                        |                            | Farida Megdoud             | LO                                    | 14,556    | 2,56%    | 0         |          |          |      |   |  |  |  |
| |                            |                            |                            |                                       |           |          |           |          |          |      |   |  |  |  |
| Votos válidos | Votos válidos              | Votos válidos              | Votos válidos              | Votos válidos                         | 568,778   | 95,63%   | 576,445   | 95,76%   |          |      |   |  |  |  |
| Votos brancos | Votos brancos              | Votos brancos              | Votos brancos              | Votos brancos                         | 16,216    | 2,73%    | 17,222    | 2,86%    |          |      |   |  |  |  |
| Votos nulos | Votos nulos                | Votos nulos                | Votos nulos                | Votos nulos                           | 9,781     | 1,64%    | 8,272     | 1,37%    |          |      |   |  |  |  |
| |                            |                            |                            |                                       |           |          |           |          |          |      |   |  |  |  |
| Total | Total                      | Total                      | Total                      | Total                                 | 594,775   | 100,00%  | 601,939   | 100,00%  | 77       | =    | = |  |  |  |
| |                            |                            |                            |                                       |           |          |           |          |          |      |   |  |  |  |
| Abstenção | Abstenção                  | Abstenção                  | Abstenção                  | Abstenção                             | 1,221,660 | 67,26%   | 1,214,716 | 66,87%   |          |      |   |  |  |  |
| Participação | Participação               | Participação               | Participação               | Participação                          | 594,775   | 32,74%   | 601,939   | 33,13%   |          |      |   |  |  |  |
| Inscritos | Inscritos                  | Inscritos                  | Inscritos                  | Inscritos                             | 1,816,435 | 100,00%  | 1,816,655 | 100,00%  |          |      |   |  |  |  |
| |                            |                            |                            |                                       |           |          |           |          |          |      |   |  |  |  |
| Fonteː Ministério do Interior |                            |                            |                            |                                       |           |          |           |          |          |      |   |  |  |  |
| |                            |                            |                            |                                       |           |          |           |          |          |      |   |  |  |  |
| Legendas dos partidos - G.sː Génération.s; - Eǃː Ensemble !; - NDː Novo Acordo, em francês Nouvelle Donne; - GÉː Geração Ecologia, em francês Génération écologie; - LRDGː Os Radicais de Esquerda, em francês Les Radicaux de gauche; - AEː Allons enfants; - ANLDː A Democracia é nossa, em francês A nous la démocratie; - TdPː Territórios de Progresso, em francês Territoires de progrès; - LDPː A Direita Popular, em francês La Droite populaire; - PLː Partido Localista, em francês Parti localiste; - LAFː O Futuro Francês, em francês L'Avenir français; - MRː Movimento Radical, em francês Mouvement radical; - CÉː Cap Ecologista, em francês Cap écologie; - ECOː Ecologista, em francês Écologie; - LMRː O Movimento da Ruralidade, em francês Le Mouvement de la ruralité. |                            |                            |                            |                                       |           |          |           |          |          |      |   |  |  |  |

### Córsega
Atual governador : Gilles Simeoni (Femu a Corsica)
| |                            |                            |                            |                |          |          |          |          |          |     |   |  |  |  |
| Candidato a governador (a) | Candidato a governador (a) | Candidato a governador (a) | Candidato a governador (a) | Coligação      | 1º Turno | 1º Turno | 2º Turno | 2º Turno | Assentos | +/- |   |  |  |  |
| Candidato a governador (a) | Candidato a governador (a) | Candidato a governador (a) | Candidato a governador (a) | Coligação      | Votos    | %        | Votos    | %        | Assentos | +/- |   |  |  |  |
| Sim | Sim                        |                            | Gilles Simeoni             | Femu a Corsica | 39,246   | 29,19%   | 55,548   | 40,64%   | 32       | 14  |   |  |  |  |
| Sim | Sim                        |                            | Laurent Marcangeli         | CCB-LR-UDI     | 33,431   | 24,86%   | 43,766   | 32,02%   | 17       | 1   |   |  |  |  |
| Aliança | Sim                        |                            | Jean-Christophe Angelini   | PNC            | 17,772   | 13,22%   | 20,604   | 15,07%   | 8        | 15  |   |  |  |  |
| Aliança | Ponto                      |                            | Jean-Guy Talamoni          | Corsica Libera | 9,280    | 6,90%    | 20,604   | 15,07%   | 8        | 15  |   |  |  |  |
| Sim | Sim                        |                            | Paul-Félix Benedetti       | Core in Fronte | 11,282   | 8,39%    | 16,762   | 12,26%   | 6        | 6   |   |  |  |  |
| Não | Não                        |                            | Jean-Charles Orsucci       | TdP-LREM-DVG   | 7,957    | 5,92%    |          |          | 0        | 6   |   |  |  |  |
| Não | Não                        |                            | François Filoni            | RN-LDP-PL-LAF  | 5,378    | 4,00%    | 0        |          |          |     |   |  |  |  |
| Não | Não                        |                            | Agnès Simonpietri          | EELV-GÉ-G.s-ND | 5,038    | 3,75%    | 0        |          |          |     |   |  |  |  |
| Não | Não                        |                            | Michel Stefani             | PCF-DVG        | 4,279    | 3,18%    | 0        |          |          |     |   |  |  |  |
| Não | Não                        |                            | Jean-Antoine Giacomi       | EXD            | 791      | 0,59%    | 0        |          |          |     |   |  |  |  |
| |                            |                            |                            |                |          |          |          |          |          |     |   |  |  |  |
| Votos válidos | Votos válidos              | Votos válidos              | Votos válidos              | Votos válidos  | 134,454  | 98,22%   | 136,680  | 96,78%   |          |     |   |  |  |  |
| Votos brancos | Votos brancos              | Votos brancos              | Votos brancos              | Votos brancos  | 1,145    | 0,84%    | 2,334    | 1,65%    |          |     |   |  |  |  |
| Votos nulos | Votos nulos                | Votos nulos                | Votos nulos                | Votos nulos    | 1,288    | 0,94%    | 2,209    | 1,56%    |          |     |   |  |  |  |
| |                            |                            |                            |                |          |          |          |          |          |     |   |  |  |  |
| Total | Total                      | Total                      | Total                      | Total          | 136,887  | 100,00%  | 141,223  | 100,00%  | 63       | =   | = |  |  |  |
| |                            |                            |                            |                |          |          |          |          |          |     |   |  |  |  |
| Abstenção | Abstenção                  | Abstenção                  | Abstenção                  | Abstenção      | 102,914  | 42,92%   | 98,495   | 41,09%   |          |     |   |  |  |  |
| Participação | Participação               | Participação               | Participação               | Participação   | 136,887  | 57,08%   | 141,223  | 58,91%   |          |     |   |  |  |  |
| Inscritos | Inscritos                  | Inscritos                  | Inscritos                  | Inscritos      | 239,801  | 100,00%  | 239,718  | 100,00%  |          |     |   |  |  |  |
| |                            |                            |                            |                |          |          |          |          |          |     |   |  |  |  |
| Fonteː Ministério do Interior |                            |                            |                            |                |          |          |          |          |          |     |   |  |  |  |
| |                            |                            |                            |                |          |          |          |          |          |     |   |  |  |  |
| Legendas dos partidos - LDPː A Direita Popular, em francês La Droite populaire; - PLː Partido Localista, em francês Parti localiste; - LAFː O Futuro Francês, em francês L'Avenir français; - EXDː Candidato de extrema-direita, em francês Extrême droite; - CCBː Comitê Central Bonapartista, em francês Comité central bonapartiste; - CLː Córsega Livre, em corso Corsica libera; - GÉː Geração Ecologia, em francês Génération écologie; - G.sː Génération.s; - NDː Novo Acordo, em francês Nouvelle Donne; - TdPː Territórios de Progresso, em francês Territoires de progrès; - DVGː Independente de esquerda, em francês Divers gauche; - PNCː Partido da Nação da Córsega, em francês Parti de la nation corse. |                            |                            |                            |                |          |          |          |          |          |     |   |  |  |  |

### Grande Leste
Atual governador : Jean Rottner (LR)
| |                            |                            |                            |                                             |           |          |           |          |          |     |   |  |  |  |
| Candidato a governador (a) | Candidato a governador (a) | Candidato a governador (a) | Candidato a governador (a) | Coligação                                   | 1º Turno  | 1º Turno | 2º Turno  | 2º Turno | Assentos | +/- |   |  |  |  |
| Candidato a governador (a) | Candidato a governador (a) | Candidato a governador (a) | Candidato a governador (a) | Coligação                                   | Votos     | %        | Votos     | %        | Assentos | +/- |   |  |  |  |
| Sim | Sim                        |                            | Jean Rottner               | LR-UDI-MR-MHAN-LMR                          | 335,946   | 31,15%   | 445,189   | 40,30%   | 94       | 10  |   |  |  |  |
| Sim | Sim                        |                            | Laurent Jacobelli          | RN-LDP-CNIP-PL-DR-LAF                       | 227,774   | 21,12%   | 290,552   | 26,30%   | 33       | 13  |   |  |  |  |
| Sim | Sim                        |                            | Éliane Romani              | EELV-PS-PCF-CÉ-GÉ-MdP                       | 157,461   | 14,60%   | 234,436   | 21,22%   | 27       | 8   |   |  |  |  |
| Sim | Sim                        |                            | Brigitte Klinkert          | DVD-LREM-TdP-MoDem-Agir                     | 116,120   | 10,77%   | 134,413   | 12,17%   | 15       | 15  |   |  |  |  |
| Não | Não                        |                            | Aurélie Filippetti         | G.s-FI-GRS-LDRG-GDS-PS dissidente-PCF diss. | 93,162    | 8,64%    |           |          | 0        |     |   |  |  |  |
| Não | Não                        |                            | Florian Philippot          | LP-VIA                                      | 74,980    | 6,95%    | 0         |          |          |     |   |  |  |  |
| Não | Não                        |                            | Martin Meyer               | UL                                          | 39,567    | 3,67%    | 0         |          |          |     |   |  |  |  |
| Não | Não                        |                            | Louise Fève                | LO                                          | 28,088    | 2,60%    | 0         |          |          |     |   |  |  |  |
| Não | Não                        |                            | Adil Tyane                 | UDMF                                        | 5,268     | 0,49%    | 0         |          |          |     |   |  |  |  |
| |                            |                            |                            |                                             |           |          |           |          |          |     |   |  |  |  |
| Votos válidos | Votos válidos              | Votos válidos              | Votos válidos              | Votos válidos                               | 1,078,366 | 95,08%   | 1,104,606 | 95,35%   |          |     |   |  |  |  |
| Votos brancos | Votos brancos              | Votos brancos              | Votos brancos              | Votos brancos                               | 34,286    | 3,02%    | 32,937    | 2,84%    |          |     |   |  |  |  |
| Votos nulos | Votos nulos                | Votos nulos                | Votos nulos                | Votos nulos                                 | 21,527    | 1,90%    | 20,900    | 1,80%    |          |     |   |  |  |  |
| |                            |                            |                            |                                             |           |          |           |          |          |     |   |  |  |  |
| Total | Total                      | Total                      | Total                      | Total                                       | 1,134,179 | 100,00%  | 1,158,443 | 100,00%  | 169      | =   | = |  |  |  |
| |                            |                            |                            |                                             |           |          |           |          |          |     |   |  |  |  |
| Abstenção | Abstenção                  | Abstenção                  | Abstenção                  | Abstenção                                   | 2,694,917 | 70,38%   | 2,672,650 | 69,76%   |          |     |   |  |  |  |
| Participação | Participação               | Participação               | Participação               | Participação                                | 1,134,179 | 29,62%   | 1,158,443 | 30,24%   |          |     |   |  |  |  |
| Inscritos | Inscritos                  | Inscritos                  | Inscritos                  | Inscritos                                   | 3,829,096 | 100,00%  | 3,830,984 | 100,00%  |          |     |   |  |  |  |
| |                            |                            |                            |                                             |           |          |           |          |          |     |   |  |  |  |
| Fonteː Ministério do Interior |                            |                            |                            |                                             |           |          |           |          |          |     |   |  |  |  |
| |                            |                            |                            |                                             |           |          |           |          |          |     |   |  |  |  |
| Legendas dos partidos - G.sː Génération.s; - GRSː Esquerda Republicana e Socialista, em francês Gauche républicaine et socialiste; - LRDGː Os Radicais de Esquerda, em francês Les Radicaux de gauche; - GDSː Esquerda Democrática e Social, em francês Gauche démocratique et sociale; - DVDː Independente de direita, em francês Divers droite; - TdPː Territórios de Progresso, em francês Territoires de progrès; - LPː Os Patriotas, em francês Les Patriotes; - VIAː VIA, o caminho das pessoas, em francês VIA, la voie du peuple; - LDPː A Direita Popular, em francês La Droite populaire; - CNIPː Centro Nacional para Independentes e Camponeses, em francês Centre national des indépendants et paysans; - PLː Partido Localista, em francês Parti localiste; - DRː Democracia e República, em francês Démocratie et République; - LAFː O Futuro Francês, em francês L'Avenir français; - ULː Unser Land, partido regional do Grande Leste; - UDMFː União dos Democratas Muçulmanos Franceses, em francês Union des démocrates musulmans français - MRː Movimento Radical, em francês Mouvement radical; - MHANː Movimento Homens Animais Natureza, em francês Mouvement hommes animaux nature; - LMRː O Movimento da Ruralidade, em francês Le Mouvement de la ruralité; - CÉː Cap Ecologista, em francês Cap écologie; - GÉː Geração Ecologia, em francês Génération écologie - MdPː Movimento dos Progressistas, em francês Mouvement des progressistes. |                            |                            |                            |                                             |           |          |           |          |          |     |   |  |  |  |

### Ilha de França
Atual governadora : Valérie Pécresse (SL)
| Candidato a governador (a) | Candidato a governador (a) | Candidato a governador (a) | Candidato a governador (a) | Coligação                             | 1º Turno  | 1º Turno | 2º Turno  | 2º Turno | Assentos | +/-  |   |
| Candidato a governador (a) | Candidato a governador (a) | Candidato a governador (a) | Candidato a governador (a) | Coligação                             | Votos     | %        | Votos     | %        | Assentos | +/-  |   |
| --- | -------------------------- | -------------------------- | -------------------------- | ------------------------------------- | --------- | -------- | --------- | -------- | -------- | ---- | - |
| Sim | Sim                        |                            | Valérie Pécresse           | SL-LR-UDI-MR-MEI-UCE-MoDem dissidente | 782,805   | 35,94%   | 1,076,821 | 45,92%   | 125      | 4    |   |
| Aliança | Sim                        |                            | Julien Bayou               | EELV-G.s-GÉ-CÉ-MdP                    | 282,104   | 12,95%   | 789,666   | 33,67%   | 53       | 13   |   |
| Aliança | Ponto                      |                            | Audrey Pulvar              | PS-PRG-PP-GRS-MRC                     | 241,011   | 11,07%   | 789,666   | 33,67%   | 53       | 13   |   |
| Aliança | Ponto                      |                            | Clémentine Autain          | FI-PCF-Eǃ-PG-PA-GDS                   | 223,068   | 10,24%   | 789,666   | 33,67%   | 53       | 13   |   |
| Sim | Sim                        |                            | Jordan Bardella            | RN-LDP-PL-LAF                         | 285,765   | 13,12%   | 253,001   | 10,79%   | 16       | 6    |   |
| Sim | Sim                        |                            | Laurent Saint-Martin       | LREM-Agir-MoDem-TdP                   | 256,142   | 11,76%   | 225,482   | 9,62%    | 15       | 15   |   |
| Não | Não                        |                            | Victor Pailhac             | REV-MHAN-MCPA                         | 40,427    | 1,86%    |           |          | 0        | Novo |   |
| Não | Não                        |                            | Nathalie Arthaud           | LO                                    | 33,664    | 1,55%    | 0         |          |          |      |   |
| Não | Não                        |                            | Éric Berlingen             | UDMF                                  | 14,313    | 0,66%    | 0         |          |          |      |   |
| Não | Não                        |                            | Lionel Brot                | DIV                                   | 12,972    | 0,60%    | 0         | Novo     |          |      |   |
| Não | Não                        |                            | Fabiola Conti              | Volt                                  | 5,607     | 0,26%    | 0         |          |          |      |   |
| |                            |                            |                            |                                       |           |          |           |          |          |      |   |
| Votos válidos | Votos válidos              | Votos válidos              | Votos válidos              | Votos válidos                         | 2,177,878 | 97,47%   | 2,344,970 | 97,37%   |          |      |   |
| Votos brancos | Votos brancos              | Votos brancos              | Votos brancos              | Votos brancos                         | 36,696    | 1,64%    | 42,231    | 1,75%    |          |      |   |
| Votos nulos | Votos nulos                | Votos nulos                | Votos nulos                | Votos nulos                           | 19,728    | 0,88%    | 21,144    | 0,88%    |          |      |   |
| |                            |                            |                            |                                       |           |          |           |          |          |      |   |
| Total | Total                      | Total                      | Total                      | Total                                 | 2,234,302 | 100,00%  | 2,408,345 | 100,00%  | 209      | =    | = |
| |                            |                            |                            |                                       |           |          |           |          |          |      |   |
| Abstenção | Abstenção                  | Abstenção                  | Abstenção                  | Abstenção                             | 5,007,286 | 69,15%   | 4,833,300 | 66,74%   |          |      |   |
| Participação | Participação               | Participação               | Participação               | Participação                          | 2,234,302 | 30,85%   | 2,408,345 | 33,26%   |          |      |   |
| Inscritos | Inscritos                  | Inscritos                  | Inscritos                  | Inscritos                             | 7,241,588 | 100,00%  | 7,241,645 | 100,00%  |          |      |   |
| |                            |                            |                            |                                       |           |          |           |          |          |      |   |
| Fonteː Ministério do Interior |                            |                            |                            |                                       |           |          |           |          |          |      |   |
| |                            |                            |                            |                                       |           |          |           |          |          |      |   |
| Legendas dos partidos - LDPː A Direita Popular, em francês La Droite populaire; - PLː Partido Localista, em francês Parti localiste; - LAFː O Futuro Francês, em francês L'Avenir français; - UDMFː União dos Democratas Muçulmanos Franceses, em francês Union des démocrates musulmans français - G.sː Génération.s; - GÉː Geração Ecologia, em francês Génération écologie; - CÉː Cap Ecologista, em francês Cap écologie; - MdPː Movimento dos Progressistas, em francês Mouvement des progressistes; - PPː Praça Pública, em francês Place publique; - GRSː Esquerda Republicana e Socialista, em francês Gauche républicaine et socialiste; - REVː Revolução Ecológica para Coisas Vivas, em francês Révolution écologique pour le vivant; - MHANː Movimento Homens Animais Natureza, em francês Mouvement hommes animaux nature; - MCPAː Movimento Cidadão pela Proteção Animal, em francês Mouvement citoyen pour la protection animale; - SLː Somos Livres, em francês Soyons libres; - MRː Movimento Radical, em francês Mouvement radical; - MEIː Movimento Ecológico Independente, em francês Mouvement écologique indépendant; - UCEː União de Centristas e Ecologistas, em francês Union des centristes et des écologistes; - DIVː Independente, em francês Divers; - TdPː Territórios de Progresso, em francês Territoires de progrès; - Eǃː Ensemble !; - PAː Partido Animalista, em francês Parti animaliste; - GDSː Esquerda Democrática e Social, em francês Gauche démocratique et sociale. |                            |                            |                            |                                       |           |          |           |          |          |      |   |

### Normandia
Atual governador : Hervé Morin (LC)
| |                            |                            |                                         |           |          |           |          |          |     |   |  |  |  |  |
| Candidato a governador (a) | Candidato a governador (a) | Candidato a governador (a) | Coligação                               | 1º Turno  | 1º Turno | 2º Turno  | 2º Turno | Assentos | +/- |   |  |  |  |  |
| Candidato a governador (a) | Candidato a governador (a) | Candidato a governador (a) | Coligação                               | Votos     | %        | Votos     | %        | Assentos | +/- |   |  |  |  |  |
| Sim |                            | Hervé Morin                | LC-LR-LMR                               | 278,253   | 36,86%   | 332,889   | 44,26%   | 60       | 6   |   |  |  |  |  |
| Sim |                            | Mélanie Boulanger          | PS-EELV-G.s-GÉ-CÉ-MdP-ND-PP-MRC-AE-LDRG | 138,646   | 18,37%   | 196,893   | 26,18%   | 20       | 2   |   |  |  |  |  |
| Sim |                            | Nicolas Bay                | RN-LDP-PL-LAF                           | 149,941   | 19,86%   | 146,838   | 19,52%   | 15       | 6   |   |  |  |  |  |
| Sim |                            | Laurent Bonnaterre         | TdP-LREM-Agir-MoDem-MR                  | 83,568    | 11,07%   | 75,511    | 10,04%   | 7        | 7   |   |  |  |  |  |
| Não |                            | Sébastien Jumel            | PCF-FI-PRG                              | 72,776    | 9,64%    |           |          | 0        | 5   |   |  |  |  |  |
| Não |                            | Pascal Le Manach           | LO                                      | 23,732    | 3,14%    | 0         |          |          |     |   |  |  |  |  |
| Não |                            | Stéphanie Kerbarh          | LREM dissidente                         | 7,970     | 1,06%    | 0         | Novo     |          |     |   |  |  |  |  |
| |                            |                            |                                         |           |          |           |          |          |     |   |  |  |  |  |
| Votos válidos | Votos válidos              | Votos válidos              | Votos válidos                           | 754,886   | 95,95%   | 752,131   | 95,80%   |          |     |   |  |  |  |  |
| Votos brancos | Votos brancos              | Votos brancos              | Votos brancos                           | 21,126    | 2,69%    | 22,776    | 2,90%    |          |     |   |  |  |  |  |
| Votos nulos | Votos nulos                | Votos nulos                | Votos nulos                             | 10,749    | 1,37%    | 10,173    | 1,30%    |          |     |   |  |  |  |  |
| |                            |                            |                                         |           |          |           |          |          |     |   |  |  |  |  |
| Total | Total                      | Total                      | Total                                   | 786,761   | 100,00%  | 785,080   | 100,00%  | 102      | =   | = |  |  |  |  |
| |                            |                            |                                         |           |          |           |          |          |     |   |  |  |  |  |
| Abstenção | Abstenção                  | Abstenção                  | Abstenção                               | 1,597,981 | 67,01%   | 1,600,116 | 67,09%   |          |     |   |  |  |  |  |
| Participação | Participação               | Participação               | Participação                            | 786,761   | 32,99%   | 785,080   | 32,91%   |          |     |   |  |  |  |  |
| Inscritos | Inscritos                  | Inscritos                  | Inscritos                               | 2,384,742 | 100,00%  | 2,385,196 | 95,80%   |          |     |   |  |  |  |  |
| |                            |                            |                                         |           |          |           |          |          |     |   |  |  |  |  |
| Fonteː Ministério do Interior |                            |                            |                                         |           |          |           |          |          |     |   |  |  |  |  |
| |                            |                            |                                         |           |          |           |          |          |     |   |  |  |  |  |
| Legendas dos partidos - TdPː Territórios de Progresso, em francês Territoires de progrès; - MRː Movimento Radical, em francês Mouvement radical; - G.sː Génération.s; - GÉː Geração Ecologia, em francês Génération écologie; - CÉː Cap Ecologista, em francês Cap écologie; - MdPː Movimento dos Progressistas, em francês Mouvement des progressistes; - NDː Novo Acordo, em francês Nouvelle Donne; - PPː Praça Pública, em francês Place publique; - AEː Allons enfants; - LRDGː Os Radicais de Esquerda, em francês Les Radicaux de gauche; - LMRː O Movimento da Ruralidade, em francês Le Mouvement de la ruralité; - LDPː A Direita Popular, em francês La Droite populaire; - PLː Partido Localista, em francês Parti localiste; - LAFː O Futuro Francês, em francês L'Avenir français. |                            |                            |                                         |           |          |           |          |          |     |   |  |  |  |  |

### Nova-Aquitânia
Atual governador : Alain Rousset (PS)
| |                            |                            |                                  |           |          |           |          |          |     |   |  |  |  |  |
| Candidato a governador (a) | Candidato a governador (a) | Candidato a governador (a) | Coligação                        | 1º Turno  | 1º Turno | 2º Turno  | 2º Turno | Assentos | +/- |   |  |  |  |  |
| Candidato a governador (a) | Candidato a governador (a) | Candidato a governador (a) | Coligação                        | Votos     | %        | Votos     | %        | Assentos | +/- |   |  |  |  |  |
| Sim |                            | Alain Rousset              | PS-PRG-PCF-PP                    | 430,158   | 28,84%   | 598,193   | 39,51%   | 101      | 12  |   |  |  |  |  |
| Sim |                            | Edwige Diaz                | RN-LDP-PL-LAF                    | 271,547   | 18,21%   | 289,258   | 19,11%   | 26       | 3   |   |  |  |  |  |
| Sim |                            | Nicolas Florian            | LR                               | 185,858   | 12,46%   | 214,858   | 14,19%   | 19       | 28  |   |  |  |  |  |
| Sim |                            | Nicolas Thierry            | EELV-G.s-GÉ-CÉ-GRS-PA            | 180,224   | 12,08%   | 214,768   | 14,19%   | 19       | 1   |   |  |  |  |  |
| Sim |                            | Geneviève Darrieussecq     | MoDem-LREM-Agir-TdP-UDI-MR       | 204,459   | 13,71%   | 196,894   | 13,00%   | 18       | 18  |   |  |  |  |  |
| Não |                            | Eddie Puyjalon             | LMR-RES-MDC-UPF-RPF              | 108,832   | 7,30%    |           |          | 0        |     |   |  |  |  |  |
| Não |                            | Clémence Guetté            | FI-NPA dissidente-PCF dissidente | 84,518    | 5,67%    | 0         |          |          |     |   |  |  |  |  |
| Não |                            | Guillaume Perchet          | LO                               | 25,994    | 1,74%    | 0         |          |          |     |   |  |  |  |  |
| |                            |                            |                                  |           |          |           |          |          |     |   |  |  |  |  |
| Votos válidos | Votos válidos              | Votos válidos              | Votos válidos                    | 1,491,556 | 95,42%   | 1,513,971 | 95,10%   |          |     |   |  |  |  |  |
| Votos brancos | Votos brancos              | Votos brancos              | Votos brancos                    | 39,219    | 2,51%    | 42,396    | 2,66%    |          |     |   |  |  |  |  |
| Votos nulos | Votos nulos                | Votos nulos                | Votos nulos                      | 32,324    | 2,07%    | 35,641    | 2,24%    |          |     |   |  |  |  |  |
| |                            |                            |                                  |           |          |           |          |          |     |   |  |  |  |  |
| Total | Total                      | Total                      | Total                            | 1,563,099 | 100,00%  | 1,592,008 | 100,00%  | 183      | =   | = |  |  |  |  |
| |                            |                            |                                  |           |          |           |          |          |     |   |  |  |  |  |
| Abstenção | Abstenção                  | Abstenção                  | Abstenção                        | 2,789,312 | 64,09%   | 2,760,872 | 63,43%   |          |     |   |  |  |  |  |
| Participação | Participação               | Participação               | Participação                     | 1,563,099 | 35,91%   | 1,592,008 | 36,57%   |          |     |   |  |  |  |  |
| Inscritos | Inscritos                  | Inscritos                  | Inscritos                        | 4,352,411 | 100,00%  | 4,352,880 | 100,00%  |          |     |   |  |  |  |  |
| |                            |                            |                                  |           |          |           |          |          |     |   |  |  |  |  |
| Fonteː Ministério do Interior |                            |                            |                                  |           |          |           |          |          |     |   |  |  |  |  |
| |                            |                            |                                  |           |          |           |          |          |     |   |  |  |  |  |
| Legendas dos partidos - LDPː A Direita Popular, em francês La Droite populaire; - PLː Partido Localista, em francês Parti localiste; - LAFː O Futuro Francês, em francês L'Avenir français; - PPː Praça Pública, em francês Place publique; - G.sː Génération.s; - GÉː Geração Ecologia, em francês Génération écologie; - CÉː Cap Ecologista, em francês Cap écologie; - GRSː Esquerda Republicana e Socialista, em francês Gauche républicaine et socialiste; - PAː Partido Animalista, em francês Parti animaliste; - LMRː O Movimento da Ruralidade, em francês Le Mouvement de la ruralité; - RESː Résistons ǃ; - MDCː Movimento Cidadão, em francês Mouvement des citoyens; - TdPː Territórios de Progresso, em francês Territoires de progrès; - MRː Movimento Radical, em francês Mouvement radical. |                            |                            |                                  |           |          |           |          |          |     |   |  |  |  |  |

### Occitânia
Atual governadora : Carole Delga (PS)
| |                            |                            |                               |           |          |           |          |          |     |   |  |  |  |  |
| Candidato a governador (a) | Candidato a governador (a) | Candidato a governador (a) | Coligação                     | 1º Turno  | 1º Turno | 2º Turno  | 2º Turno | Assentos | +/- |   |  |  |  |  |
| Candidato a governador (a) | Candidato a governador (a) | Candidato a governador (a) | Coligação                     | Votos     | %        | Votos     | %        | Assentos | +/- |   |  |  |  |  |
| Sim |                            | Carole Delga               | PS-PRG-PCF-PP-MRC-GRS-OE      | 597,215   | 39,57%   | 882,115   | 57,77%   | 109      | 32  |   |  |  |  |  |
| Sim |                            | Jean-Paul Garraud          | LDP-RN-PL-LAF                 | 341,260   | 22,61%   | 366,467   | 24,00%   | 28       | 12  |   |  |  |  |  |
| Sim |                            | Aurélien Pradié            | LR-UDI-LC-LMR                 | 183,986   | 12,19%   | 278,258   | 18,22%   | 21       | 4   |   |  |  |  |  |
| Não |                            | Antoine Maurice            | EELV-G.s-GÉ-CÉ-PA-RPS-MEI-POC | 133,388   | 8,84%    |           |          | 0        | 11  |   |  |  |  |  |
| Não |                            | Vincent Terrail-Novès      | DVC-LREM-MoDem-Agir-MR-TdP    | 132,496   | 8,78%    | 0         | Novo     |          |     |   |  |  |  |  |
| Não |                            | Myriam Martin              | FI-PG-Eǃ-GDS-NPA              | 76,380    | 5,06%    | 0         | 5        |          |     |   |  |  |  |  |
| Não |                            | Malena Adrada              | LO                            | 26,720    | 1,77%    | 0         |          |          |     |   |  |  |  |  |
| Não |                            | Jean-Luc Davezac           | OPN-RES                       | 11,509    | 0,76%    | 0         | Novo     |          |     |   |  |  |  |  |
| Não |                            | Anthony Le Boursicaud      | DIV                           | 6,199     | 0,41%    | 0         | Novo     |          |     |   |  |  |  |  |
| |                            |                            |                               |           |          |           |          |          |     |   |  |  |  |  |
| Votos válidos | Votos válidos              | Votos válidos              | Votos válidos                 | 1,509,081 | 96,03%   | 1,526,840 | 95,61%   |          |     |   |  |  |  |  |
| Votos brancos | Votos brancos              | Votos brancos              | Votos brancos                 | 36,176    | 2,30%    | 40,729    | 2,55%    |          |     |   |  |  |  |  |
| Votos nulos | Votos nulos                | Votos nulos                | Votos nulos                   | 26,262    | 1,67%    | 29,374    | 1,84%    |          |     |   |  |  |  |  |
| |                            |                            |                               |           |          |           |          |          |     |   |  |  |  |  |
| Total | Total                      | Total                      | Total                         | 1,571,519 | 100,00%  | 1,596,943 | 100,00%  | 158      | =   | = |  |  |  |  |
| |                            |                            |                               |           |          |           |          |          |     |   |  |  |  |  |
| Abstenção | Abstenção                  | Abstenção                  | Abstenção                     | 2,648,964 | 62,76%   | 2,623,891 | 62,17%   |          |     |   |  |  |  |  |
| Participação | Participação               | Participação               | Participação                  | 1,571,519 | 37,24%   | 1,596,943 | 37,83%   |          |     |   |  |  |  |  |
| Inscritos | Inscritos                  | Inscritos                  | Inscritos                     | 4,220,483 | 100,00%  | 4,220,834 | 100,00%  |          |     |   |  |  |  |  |
| |                            |                            |                               |           |          |           |          |          |     |   |  |  |  |  |
| Fonteː Ministério do Interior |                            |                            |                               |           |          |           |          |          |     |   |  |  |  |  |
| |                            |                            |                               |           |          |           |          |          |     |   |  |  |  |  |
| Legendas dos partidos - LDPː A Direita Popular, em francês La Droite populaire; - PLː Partido Localista, em francês Parti localiste; - LAFː O Futuro Francês, em francês L'Avenir français; - Eǃː Ensemble !; - GDSː Esquerda Democrática e Social, em francês Gauche démocratique et sociale; - OPNː Occitânia Nosso País, em catalão Occitanie País Nòstre; - RESː Résistons!; - LMRː O Movimento da Ruralidade, em francês Le Mouvement de la ruralité; - DVCː Independente de centro, em francês Divers centre; - MRː Movimento Radical, em francês Mouvement radical; - TdPː Territórios de Progresso, em francês Territoires de progrès; - G.sː Génération.s; - GÉː Geração Ecologia, em francês Génération écologie; - CÉː Cap Ecologista, em francês Cap écologie; - PAː Partido Animalista, em francês Parti animaliste; - MEIː Movimento Ecológico Independente, em francês Mouvement écologique indépendant; - POCː Partido Occitano, em catalão Partit occitan; - PPː Praça Pública, em francês Place publique; - GRSː Esquerda Republicana e Socialista, em francês Gauche républicaine et socialiste; - OEː Occitânia Ecologia, em francês Occitanie écologie; - DIVː Independente, em francês Divers. |                            |                            |                               |           |          |           |          |          |     |   |  |  |  |  |

### País do Líger
Atual governadora : Christelle Morançais (LR)
| Candidato a governador (a) | Candidato a governador (a) | Candidato a governador (a) | Candidato a governador (a) | Coligação                           | 1º Turno  | 1º Turno | 2º Turno   | 2º Turno | Assentos | +/- |   |
| Candidato a governador (a) | Candidato a governador (a) | Candidato a governador (a) | Candidato a governador (a) | Coligação                           | Votos     | %        | Votos      | %        | Assentos | +/- |   |
| --- | -------------------------- | -------------------------- | -------------------------- | ----------------------------------- | --------- | -------- | ---------- | -------- | -------- | --- | - |
| Sim | Sim                        |                            | Christelle Morançais       | LR-UDI                              | 278,921   | 34,29%   | 392,645    | 46,45%   | 57       | 3   |   |
| Aliança | Sim                        |                            | Matthieu Orphelin          | DVE-EELV-GÉ-AE-G.s-FI               | 152,094   | 18,70%   | 294,727    | 34,87%   | 24       | 2   |   |
| Aliança | Ponto                      |                            | Guillaume Garot            | PS-PRG-PCF-GRS-ND-PP-GDS-UDB-CÉ-LEF | 132,644   | 16,31%   | 294,727    | 34,87%   | 24       | 2   |   |
| Sim | Sim                        |                            | Hervé Juvin                | RN-LDP-PL-LAF                       | 101,922   | 12,53%   | 88,596     | 10,48%   | 7        | 6   |   |
| Sim | Sim                        |                            | François de Rugy           | LREM-MoDem-Agir-TdP-MR-PE           | 97,381    | 11,97%   | 69,339     | 8,20%    | 5        | 5   |   |
| Não | Não                        |                            | Cécile Bayle de Jessé      | DLF                                 | 24,078    | 2,96%    |            |          | 0        |     |   |
| Não | Não                        |                            | Eddy Le Beller             | LO                                  | 21,404    | 2,63%    | 0          |          |          |     |   |
| Não | Não                        |                            | Linda Rigaudeau            | DIV                                 | 4,873     | 0,60%    | 0          |          |          |     |   |
| |                            |                            |                            |                                     |           |          |            |          |          |     |   |
| Votos válidos | Votos válidos              | Votos válidos              | Votos válidos              | Votos válidos                       | 813,317   | 95,37%   | 845,307    | 96,16%   |          |     |   |
| Votos brancos | Votos brancos              | Votos brancos              | Votos brancos              | Votos brancos                       | 24,665    | 2,89%    | 20,592     | 2,34%    |          |     |   |
| Votos nulos | Votos nulos                | Votos nulos                | Votos nulos                | Votos nulos                         | 14,851    | 1,74%    | 13,151     | 1,50%    |          |     |   |
| |                            |                            |                            |                                     |           |          |            |          |          |     |   |
| Total | Total                      | Total                      | Total                      | Total                               | 852,833   | 100,00%  | 879,050    | 100,00%  | 93       | =   | = |
| |                            |                            |                            |                                     |           |          |            |          |          |     |   |
| Abstenção | Abstenção                  | Abstenção                  | Abstenção                  | Abstenção                           | 1,922,513 | 69,27%   | 1,896,834  | 68,33%   |          |     |   |
| Participação | Participação               | Participação               | Participação               | Participação                        | 852,833   | 30,73%   | 879,050    | 31,67%   |          |     |   |
| Inscritos | Inscritos                  | Inscritos                  | Inscritos                  | Inscritos                           | 2,775,346 | 100,00%  | 2,775.,884 | 100,00%  |          |     |   |
| |                            |                            |                            |                                     |           |          |            |          |          |     |   |
| Fonteː Ministério do Interior |                            |                            |                            |                                     |           |          |            |          |          |     |   |
| |                            |                            |                            |                                     |           |          |            |          |          |     |   |
| Legendas dos partidos - DVEː Independente ecologista, em francês Divers écologiste; - GÉː Geração Ecologia, em francês Génération écologie; - AEː Allons enfants; - G.sː Génération.s; - DIVː Independente, em francês Divers; - PÉː Partido Ecologia, em francês Parti écologiste; - TdPː Territórios de Progresso, em francês Territoires de progrès; - MRː Movimento Radical, em francês Mouvement radical; - GRSː Esquerda Republicana e Socialista, em francês Gauche républicaine et socialiste; - NDː Novo Acordo, em francês Nouvelle Donne; - PPː Praça Pública, em francês Place publique; - GDSː Esquerda Democrática e Social, em francês Gauche démocratique et sociale; - UDBː União Democrática Bretã, em francês Union démocratique bretonne; - CÉː Cap Ecologista, em francês Cap écologie; - LEFː Liberdade Ecologia Fraternidade, em francês Liberté Écologie Fraternité; - LDPː A Direita Popular, em francês La Droite populaire; - PLː Partido Localista, em francês Parti localiste; - LAFː O Futuro Francês, em francês L'Avenir français. |                            |                            |                            |                                     |           |          |            |          |          |     |   |

### Provença-Alpes-Costa Azul
Atual governador : Renaud Muselier (LR)
| |                            |                            |                                         |           |          |           |          |          |     |   |  |  |  |  |
| Candidato a governador (a) | Candidato a governador (a) | Candidato a governador (a) | Coligação                               | 1º Turno  | 1º Turno | 2º Turno  | 2º Turno | Assentos | +/- |   |  |  |  |  |
| Candidato a governador (a) | Candidato a governador (a) | Candidato a governador (a) | Coligação                               | Votos     | %        | Votos     | %        | Assentos | +/- |   |  |  |  |  |
| Sim |                            | Renaud Muselier            | LR-LREM-UDI-MoDem-LC-MR-LFA-SL-Agir-LMR | 368,931   | 31,91%   | 704,428   | 57,30%   | 84       | 3   |   |  |  |  |  |
| Sim |                            | Thierry Mariani            | LDP-RN-PL-LAF                           | 420,603   | 36,38%   | 524,881   | 42,70%   | 39       | 3   |   |  |  |  |  |
| Não |                            | Jean-Laurent Félizia       | EELV-PS-PCF-G.s-GRS-PP-GÉ-PRG-MdP       | 195,224   | 16,89%   | Desistiu  | Desistiu | 0        |     |   |  |  |  |  |
| Não |                            | Jean-Marc Governatori      | CÉ                                      | 60,991    | 5,28%    |           |          | 0        |     |   |  |  |  |  |
| Não |                            | Isabelle Bonnet            | LO                                      | 31,886    | 2,76%    | 0         |          |          |     |   |  |  |  |  |
| Não |                            | Noël Chuisano              | DLF                                     | 31,197    | 2,70%    | 0         |          |          |     |   |  |  |  |  |
| Não |                            | Hervé Guerrera             | POC-RPS                                 | 25,212    | 2,18%    | 0         |          |          |     |   |  |  |  |  |
| Não |                            | Valérie Laupies            | LS                                      | 19,143    | 1,66%    | 0         |          |          |     |   |  |  |  |  |
| Não |                            | Mikael Vincenzi            | DIV                                     | 2,838     | 0,25%    | 0         |          |          |     |   |  |  |  |  |
| |                            |                            |                                         |           |          |           |          |          |     |   |  |  |  |  |
| Votos válidos | Votos válidos              | Votos válidos              | Votos válidos                           | 1,156,025 | 95,75%   | 1,229,309 | 93,18%   |          |     |   |  |  |  |  |
| Votos brancos | Votos brancos              | Votos brancos              | Votos brancos                           | 33,489    | 2,77%    | 63,293    | 4,80%    |          |     |   |  |  |  |  |
| Votos nulos | Votos nulos                | Votos nulos                | Votos nulos                             | 17,767    | 1,47%    | 26,741    | 2,03%    |          |     |   |  |  |  |  |
| |                            |                            |                                         |           |          |           |          |          |     |   |  |  |  |  |
| Total | Total                      | Total                      | Total                                   | 1,207,281 | 100,00%  | 1,319,343 | 100,00%  | 123      | =   | = |  |  |  |  |
| |                            |                            |                                         |           |          |           |          |          |     |   |  |  |  |  |
| Abstenção | Abstenção                  | Abstenção                  | Abstenção                               | 2,373,339 | 66,28%   | 2,261,988 | 63,16%   |          |     |   |  |  |  |  |
| Participação | Participação               | Participação               | Participação                            | 1,207,281 | 33,72%   | 1,319,343 | 36,84%   |          |     |   |  |  |  |  |
| Inscritos | Inscritos                  | Inscritos                  | Inscritos                               | 3,580,620 | 100,00%  | 3,581,331 | 100,00%  |          |     |   |  |  |  |  |
| |                            |                            |                                         |           |          |           |          |          |     |   |  |  |  |  |
| Fonteː Ministério do Interior |                            |                            |                                         |           |          |           |          |          |     |   |  |  |  |  |
| |                            |                            |                                         |           |          |           |          |          |     |   |  |  |  |  |
| Legendas dos partidos - G.sː Génération.s; - GRSː Esquerda Republicana e Socialista, em francês Gauche républicaine et socialiste; - PPː Praça Pública, em francês Place publique; - GÉː Geração Ecologia, em francês Génération écologie; - MdPː Movimento dos Progressistas, em francês Mouvement des progressistes; - DIVː Independente, em francês Divers; - CÉː Cap Ecologista, em francês Cap écologie; - LSː Liga do Sul, em francês Ligue du Sud; - LDPː A Direita Popular, em francês La Droite populaire; - PLː Partido Localista, em francês Parti localiste; - LAFː O Futuro Francês, em francês L'Avenir français; - POCː Partido Occitano, em catalão Partit occitan; - MRː Movimento Radical, em francês Mouvement radical; - LFAː A França Audaz, em francês Mouvement radical; - SLː Somos Livres, em francês Soyons libres; - LMRː O Movimento da Ruralidade, em francês Le Mouvement de la ruralité. |                            |                            |                                         |           |          |           |          |          |     |   |  |  |  |  |

## Contexto
A fim de evitar que as próximas eleições regionais sejam próximas aos dois turnos da eleição presidencial e às legislativas de abril-junho de 2027, o mandato dos conselheiros regionais eleitos em 2021 é excepcionalmente estendido para seis anos e nove meses. As próximas eleições, portanto, ocorrerão em 2028, em vez de 2027